# Zaza
«Zaza» (стилизовано под маюскул) — сингл американского рэпера 6ix9ine, выпущенный 19 февраля 2021 года одновременно с музыкальным клипом.

## Описание
Это первый релиз 6ix9ine после его провального альбома TattleTales.
В конце своего куплета 6ix9ine обращается к Lil Durk. Он советует ему убегать при встрече, ссылаясь на King Von и его умершего родственника.
Агрегатор Complex написал: «благодаря его интенсивному и резкому исполнению на фоне тяжёлого баса, песня напоминает его прорывные треки, такие как «Gummo». В Инстаграме 6ix9ine призвал других рэперов осуждать его».

## Видеоклип
Официальный видеоклип был выпущен 19 февраля 2021 года. Исполнитель добавил в него отрезок видеозаписи его встречи с Meek Mill, где у него испуганное лицо. В видеоклипе 6ix9ine устроил вечеринку с друзьями и большим количеством девушек. Рэпер появился с новыми татуировками и бородой.

## Чарты
| Чарт (2021)                           | Высшая позиция |
| ------------------------------------- | -------------- |
| Канада (Billboard Canadian Hot 100)   | 91             |
| Мир (Billboard Global 200)            | 144            |
| Венгрия (Single Top 40)               | 19             |
| New Zealand Hot Singles (RMNZ)        | 30             |
| США (Billboard Hot 100)               | 90             |
| США (Billboard Hot R&B/Hip-Hop Songs) | 37             |